# Quimiotaxis en espermatozoides marinos
Los espermatozoides en organismos marinos infieren la presencia de los óvulos homólogos mediante la detección de gradientes de quimioatrayentes que difunden de la capa externa del óvulo (Miller R., 1985). Estos quimioatrayentes alteran el patrón de nado del espermatozoide al promover el disparo regulado de fluctuaciones en la concentración de Ca2+ intracelular ([Ca2+]i) (Darszon A. et al., 2008; Kaupp U.B. et al., 2007). Cada fluctuación en la [Ca2+]i promueve un incremento en la asimetría del flagelo que ocasiona que el espermatozoide de una vuelta pronunciada que, a su vez, va seguida de un periodo de nado recto. La combinación de vueltas pronunciadas seguidos de nado recto favorece el encuentro óvulo - espermatozoide.